# Энвайронментализм свободного рынка
Энвайронментали́зм (или экологи́зм) свобо́дного ры́нка утверждает, что свободный рынок, права собственности и деликтное право обеспечивают лучшие средства сохранения окружающей среды, интернализации затрат на загрязнение и сохранения ресурсов.
Энвайронменталисты свободного рынка считают, что лучший способ защитить окружающую среду — это прояснить и защитить права собственности. Это позволяет сторонам вести переговоры об улучшении качества окружающей среды. Это также позволяет им использовать правонарушения, чтобы остановить ущерб окружающей среде. Если затронутые стороны смогут заставить загрязнителей выплатить им компенсацию, они уменьшат или устранят внешние эффекты. Сторонники рынка выступают за изменения в правовой системе, которые позволят пострадавшим сторонам получать такую компенсацию. Они также утверждают, что правительства ограничили возможности пострадавших сторон сделать это, усложнив систему правонарушений, чтобы получить выгоду производителям перед другими.

## Принципы
Хотя экологические проблемы можно рассматривать как провалы рынка, защитники окружающей среды свободного рынка утверждают, что экологические проблемы возникают потому, что:
1. Государство кодирует, обеспечивает и обеспечивает соблюдение законов, которые отменяют или скрывают права собственности и, таким образом, не обеспечивают их адекватную защиту.
2. Учитывая технологический и юридический контекст, в котором работают люди, транзакционные издержки слишком высоки, чтобы позволить сторонам договориться о решении, лучшем для окружающей среды.
3. Законы, регулирующие групповые или индивидуальные деликтные иски, предоставляют загрязнителям иммунитет от деликтных исков или вмешиваются в эти иски таким образом, что затрудняют их юридическое обоснование.

Хотя многие защитники окружающей среды обвиняют рынки во многих сегодняшних экологических проблемах, защитники окружающей среды свободного рынка винят во многих из этих проблем искажения рынка и отсутствие рынков. Действия правительства обвиняют в ряде экологических вредительств, а именно:
- Непонимание трагедии общего достояния, которая рассматривается как фундаментальная проблема окружающей среды. Когда земля находится в общей собственности, ею может пользоваться кто угодно. Поскольку ресурсы потребляемы, это создаёт стимул для предпринимателей использовать общие ресурсы раньше, чем это сделает кто-то другой. Многие ресурсы окружающей среды, такие как воздух, вода, леса, принадлежат государству или совместно. Заявленная проблема регулирования заключается в том, что оно превращает собственность в политическое достояние, когда люди пытаются присвоить государственные ресурсы для своей выгоды — явление, называемое поиском ренты.
- Срок владения — арендаторы не получают выгоды от стоимости, накопленной за время их владения, и, таким образом, сталкиваются со стимулом извлекать как можно бо́льшую стоимость без сохранения.
- Государственное распределение. Политическая информация не имеет тех стимулов, которые есть у рынков для поиска более качественной информации (прибыли и убытки). Хотя многие участники вносят свой вклад в правительства, они могут принять только одно решение. Это означает, что правительства создают правила, которые плохо приспособлены к местным ситуациям. Стратегия правительства заключается в том, чтобы прятаться от опасности с помощью правил. Более здоровое общество будет использовать устойчивость, сталкиваясь с рисками и преодолевая их[1].
- Порочные субсидии. Правительства предлагают перекрёстные субсидии, которые искажают системы цен. Это означает, что недопотребители и сверхпотребители платят одинаковые ставки, поэтому недопотребитель переплачивает, а перепотребитель переплачивает. Этот стимул приводит к увеличению количества сверхпотребителей и уменьшению числа недопотребителей.
- Увеличение транзакционных издержек. Правительства могут создавать правила, которые затрудняют передачу прав способами, приносящими пользу окружающей среде. Например, на западе США во многих штатах действуют законы о правах на воду, которые затрудняют экологическим группам покупку стоков рек у фермеров.

## Инструменты рынка
Рынки несовершенны, и защитники окружающей среды свободного рынка утверждают, что рыночные решения будут иметь свои ошибки. Благодаря сильным механизмам обратной связи, таким как риск, прибыль и убытки, движимые рынком компании имеют сильные стимулы учиться на ошибках.
- Индивидуальный выбор. Потребители имеют стимул максимизировать своё удовлетворение и попытаться найти недорогие и ценные варианты. Рынки распределяют ресурсы тому, кто предложит самую высокую цену. Производители совершают закупки от имени потребителя. Из-за множества участников рынка не существует универсального решения, и предприниматели будут стремиться реализовать многие ценности общества, включая сохранение природы.
- Предпринимательство. Предприниматели ищут ценность, решают проблемы и координируют ресурсы.
- Система цен. Когда ресурсов становится мало, цены растут. Рост цен стимулирует предпринимателей искать замену этим ресурсам. Эти ресурсы часто сохраняются. Например, по мере роста цен на уголь потребители будут использовать его меньше, а более высокие цены будут стимулировать замену различных источников энергии.
- Право на собственность. Владельцы сталкиваются с сильным стимулом заботиться и защищать свою собственность. Они должны решить, сколько использовать сегодня и сколько завтра. Все пытаются увеличить стоимость. Корпоративная стоимость и цена акций основаны на их ожидаемой будущей прибыли. Владельцы, имеющие возможность передачи своего имущества наследнику или путём продажи, хотят, чтобы его стоимость росла. Права собственности способствуют сохранению и защите ресурсов от истощения, поскольку существует сильный стимул максимизировать ценность ресурса в будущем.
- Общее право. Чтобы иметь работающие права собственности, вам нужна хорошая система их защиты. Когда права слабы, люди будут их нарушать. Создавая мощную систему, в которой общие ресурсы могут быть закреплены, переданы и защищены от вреда, ресурсы можно защищать, управлять ими и распределять их с результатами, которые объединяют и уравновешивают потребности и желания человечества.

## Критика
Критики утверждают, что у защитников окружающей среды свободного рынка нет метода решения коллективных проблем, таких как деградация окружающей среды и истощение природных ресурсов, из-за их неприятия коллективного регулирования и контроля. Они считают, что природные ресурсы слишком сложно приватизировать (например, воду), а юридическую ответственность за загрязнение и деградацию биоразнообразия слишком трудно отследить.